# Colossendeis subminuta
Colossendeis subminuta is een zeespin uit de familie Colossendeidae. De soort behoort tot het geslacht Colossendeis. Colossendeis subminuta werd in 1893 voor het eerst wetenschappelijk beschreven door Schimkewitsch. 